# Liste der Baudenkmale in Reichenow-Möglin
In der Liste der Baudenkmale in Reichenow-Möglin sind alle Baudenkmale der brandenburgischen Gemeinde Reichenow-Möglin und ihrer Ortsteile aufgelistet. Grundlage ist die Veröffentlichung der Landesdenkmalliste mit dem Stand vom 31. Dezember 2020.

## Baudenkmale in den Ortsteilen
In den Spalten befinden sich folgende Informationen:
- ID-Nr.: Die Nummer wird vom Brandenburgischen Landesamt für Denkmalpflege vergeben. Ein Link hinter der Nummer führt zum Eintrag über das Denkmal in der Denkmaldatenbank. In dieser Spalte kann sich zusätzlich das Wort Wikidata befinden, der entsprechende Link führt zu Angaben zu diesem Denkmal bei Wikidata.
- Lage: die Adresse des Denkmales und die geographischen Koordinaten. Link zu einem Kartenansichtstool, um Koordinaten zu setzen. In der Kartenansicht sind Denkmale ohne Koordinaten mit einem roten beziehungsweise orangen Marker dargestellt und können in der Karte gesetzt werden. Denkmale ohne Bild sind mit einem blauen bzw. roten Marker gekennzeichnet, Denkmale mit Bild mit einem grünen beziehungsweise orangen Marker.
- Bezeichnung: Bezeichnung in den offiziellen Listen des Brandenburgischen Landesamtes für Denkmalpflege. Ein Link hinter der Bezeichnung führt zum Wikipedia-Artikel über das Denkmal.
- Beschreibung: die Beschreibung des Denkmales
- Bild: ein Bild des Denkmales und gegebenenfalls einen Link zu weiteren Fotos des Baudenkmals im Medienarchiv Wikimedia Commons

### Möglin
| ID-Nr.            | Lage                               | Bezeichnung | Beschreibung | Bild |
| ----------------- | ---------------------------------- | --- | --- | --- |
| 09180531 Wikidata | (Lage)                             | Dorfkirche | Die evangelische Kirche liegt südlich des Schlossparkes und stammt im Ursprung aus dem Mittelalter. In den Jahren 1598 und 1818 umfangreich umgebaut. | weitere Bilder |
| 09180532          | Hauptstraße 15/16 (Lage)           | Zwei Vierfamilienhäuser | | Zwei Vierfamilienhäuser |
| 09180849          | Hauptstraße 17 (Lage)              | Dorfschule mit Hofgebäude | | Dorfschule mit Hofgebäude |
| 09180534          | Hauptstraße 19, 19a, 20, 21 (Lage) | Gutsanlage mit Herrenhaus und Wirtschaftshof, Wohn- und Wirtschaftsgebäuden einschließlich Gedenkstätte für Albrecht Daniel Thaer im Ausstellungsgebäude, Park mit Thaer-Grabstätte und Denkmal sowie Spritzenhaus und Gutswaage | Die ehemalige Gutsanlage stammt ursprünglich aus dem Jahre 1592. Hier befindet sich die Albrecht-Daniel-Taer-Gedenkstätte-Möglin.                     | Gutsanlage mit Herrenhaus und Wirtschaftshof, Wohn- und Wirtschaftsgebäuden einschließlich Gedenkstätte für Albrecht Daniel Thaer im Ausstellungsgebäude, Park mit Thaer-Grabstätte und Denkmal sowie Spritzenhaus und Gutswaage |

### Reichenow
| ID-Nr.            | Lage   | Bezeichnung         | Beschreibung | Bild           |
| ----------------- | ------ | ------------------- | --- | -------------- |
| 09180633          | (Lage) | Dorfkirche          | Die evangelische Kirche stammt aus der Mitte des 13. Jahrhunderts. Im Inneren ein Hochaltar aus dem Jahre 1622.                                                       | weitere Bilder |
| 09180534 Wikidata | (Lage) | Herrenhaus und Park | Das ehemalige Schloss wurde 1897 bis 1900 erbaut. Der Landschaftspark wurde von 1900 bis 1904 unter Beibehaltung des alten Baumbestandes und der alten Wege angelegt. | weitere Bilder |